# Scutigerella verhoeffi
Scutigerella verhoeffi är en mångfotingart som beskrevs av Michelbacher 1942. Scutigerella verhoeffi ingår i släktet norddvärgfotingar, och familjen snabbdvärgfotingar. Inga underarter finns listade i Catalogue of Life.